# Santos Abril y Castelló
Santos Abril y Castelló (Alfambra, Terol, 21 de setembre de 1935) és un cardenal espanyol, arxipreste de la basílica de Santa Maria la Major.

## Biografia
Va ser ordenat sacerdot de la diòcesi de Terol i Albarrasí el 19 de març de 1960. El 1961 va anar a Roma per estudiar, on obtingué el doctorat en ciències socials a la Universitat Pontifícia de Sant Tomàs d'Aquino i el doctorat en dret canònic per la Universitat Pontifícia Gregoriana. Alumne de l'Acadèmia Pontifícia Eclesiàstica de Roma, s'incorporà al servei diplomàtic de la Santa Seu i treballà successivament al Pakistan, a Turquia i a la segona secció de la Secretaria d'Estat del Vaticà.
El 29 d'abril de 1985 va ser nomenat nunci apostòlic a Bolívia i arquebisbe titular de Tamada pel Papa Joan Pau II. Va rebre la consagració episcopal el 16 de juny de 1985 de mans del llavors cardenal secretari d'Estat Agostino Casaroli. Com a nunci papal serví a Camerun, Gabon i Guinea Equatorial (1989-1996), Iugoslàvia (1996-2000), Argentina (2000-2003) i Eslovènia, Bòsnia i Hercegovina (2000-2003) i Macedònia (avui, Macedònia del Nord) (2003-2011).
En haver complert setanta-cinc anys, es retirà el 9 de gener de 2011, però immediatament després va ser nomenat vice-camarlenc de la Cambra Apostòlica per un període de tres anys. El 2 d'abril va ser nomenat membre de la Congregació pels Bisbes.
El 21 de novembre de 2011 va ser nomenat arxipreste de la Basílica de Santa Maria Major, la basílica papal associada amb el seu país natal, Espanya, els reis del qual en són protocanonges del capítol segons una butlla del papa Innocenci X. Com arxipreste de la Basílica Liberiana, el cardenal Abril y Castelló va ser l'encarregat de rebre el recent elegit papa Francesc en la seva primera visita fora del Vaticà, el primer dia del seu pontificat.
Benet XVI el proclamà cardenal en el consistori del 18 de febrer de 2012 com a cardenal diaca de Sant Poncià, títol del qual prengué possessió el 20 de maig següent.
El 21 d'abril va ser nomenat membre de la Congregació per a les Causes dels Sants, de la congregació pels Bisbes i de la Congregació per a l'Evangelització dels Pobles. Perdrà el dret de votar en un conclave el 2015, quan complirà viutanta anys.
El 28 de juliol del 2012, el cardenal Abril y Castelló va ser nomenat pel papa Benet XVI el seu enviat especial a les celebracions del 950è Aniversari de la Diòcesi Catòlica Romana de Sapë (Sappa, la seu de la diòcesi, és el poble de Vau i Dejës, Shkodër).
El 16 de desembre de 2013 va ser confirmat com a membre de la Congregació pels Bisbes. El 15 de gener de 2014 va ser nomenat membre de la Comissió Cardenalícia de vigilància de l'Institut per a les Obres de Religió.